# Sous-région de Kyrönmaa
La sous-région de Kyrönmaa (finnois : Kyrönmaan seutukunta) est une sous-région de l'Ostrobotnie en Finlande. 
Au niveau 1 (LAU 1 ) des unités administratives locales définies par l'union européenne elle porte le numéro 151.

## Municipalités
La sous-région de Kyrönmaa regroupe les municipalités suivantes :
| Blason            | Municipalité           |
| ----------------- | ---------------------- |
| Isonkyrön vaakuna | Isokyrö (municipalité) |
| Laihian vaakuna   | Laihia (municipalité)  |

## Population
Depuis 1980, l'évolution démographique de la sous-région de Kyrönmaa, au périmètre du 1er janvier 2017, est la suivante:
| Année      | 1980   | 1985   | 1990   | 1995   | 2000   | 2005   | 2010   |
| ---------- | ------ | ------ | ------ | ------ | ------ | ------ | ------ |
| population | 12 411 | 12 842 | 12 944 | 12 855 | 12 565 | 12 608 | 12 835 |

## Politique
Les résultats de l'élection présidentielle finlandaise de 2018: